# 100-mm-Flak B-14
Die 100-mm-Flak B-14 war eine zu Beginn der 1930er-Jahre entwickelte sowjetische Flugabwehrkanone des Kalibers 100 mm. Die sowjetische Bezeichnung lautet 100-мм зенитная пушка Б-14 und bedeutet 100-mm-Flugabwehrkanone B-14. Der Werksindex der Waffe ist B-14, dabei steht B für das Herstellerwerk und die Zahl 14 für die laufende Nummer der Entwicklung in diesem Werk. Die Entwicklung der Waffe wurde 1938 eingestellt, eine Serienproduktion oder Übernahme in die Bewaffnung der Sowjetarmee erfolgte nicht.

## Entwicklung
Die zu Ende der 1920er-Jahre in der Roten Armee genutzten Flugabwehrkanonen gingen auf die bereits während des Ersten Weltkrieges entwickelte 76-mm-Flak M1914 oder 76-mm-Flak M1915 zurück. Die Waffen waren veraltet, nur in geringer Stückzahl vorhanden und entsprachen nicht den Anforderungen des modernen Gefechtes. Mit der Industrialisierung der Sowjetunion waren einerseits die Voraussetzungen für die Produktion moderner Waffen geschaffen worden, andererseits fehlte den sowjetischen Konstrukteuren die Erfahrung in der Entwicklung derartig komplexer Geschütze. Bei Flugabwehrwaffen kleinerer Kaliber griff man daher auf Entwicklungen der Firmen Bofors bzw. Rheinmetall zurück, schwere Flugabwehrkanonen wollte man jedoch eigenständig entwickeln.
Am 26. Dezember 1930 bestellte die Führung der sowjetischen Marine (Управление военно-морских сил) im Bolschewik-Werk ein Muster einer Flugabwehrkanone mit dem Kaliber 102 mm. Die Rohrlänge sollte 45 Kaliber, der Höhenrichtbereich bis 75° betragen. Die Auslieferung des Prototyps war für den 1. April 1932 vorgesehen. Die Entwicklung verzögerte sich jedoch, so dass die Waffe erst am 1. September 1932 geliefert werden konnte. Grund für die Verzögerungen waren unter anderem Änderungen der Vorgaben. Bei der Bestätigung des Projektes durch die Führung der sowjetischen Marine im Mai 1931 wurde ein Höhenrichtbereich bis +85° gefordert. Im Juni 1931 wurde die Vorgabe nochmals geändert, nun sollte die maximale Grenze des Höhenrichtbereiches zwischen +85° und +90° liegen. Im September 1931 wurde das Kaliber von 102 auf 100 mm geändert. Im Mai 1931 wurde ein weiterer Prototyp für die Hauptverwaltung Artillerie bestellt. Die Waffe für die Marine erhielt die Bezeichnung B-14M, die für die Hauptverwaltung Artillerie die Bezeichnung B-14S.
Die B-14S traf am 26. August 1932 auf dem Polygon NIAP (Научно-исследовательский зенитный полигон, НИАП) in Rschewsk (Ржевский полигон) in der Nähe von Leningrad ein. Dort begann am 7. September die Erprobung der Waffe. Bereits nach zwei Schüssen musste die Kanone ab dem 8. September instand gesetzt werden. Der Rohrrücklauf betrug nur 200 bis 250 mm statt der berechneten 680 mm. Im Ergebnis riss das Rohr der Waffe auf. Nachdem der Druck im Rohrvorholer verringert worden war, konnte die Erprobung ab dem 14. September fortgesetzt werden. Die Ladeautomatik und die Rohrbremse arbeiteten jedoch ebenfalls nicht zufriedenstellend. Daher wurde die Waffe durch das Werk zerlegt, um die festgestellten Mängel zu beseitigen. Gleichzeitig wurde die Kanone auf das Visier der 76-mm-Flugabwehrkanone M1931 (3-K) eingerüstet. Die Erprobung konnte erst am 20. November wieder aufgenommen werden und wurde bis zum 15. Dezember fortgesetzt. Dabei wurden nun erhebliche Mängel des Höhenrichtantriebes festgestellt. Die Rohrrücklaufeinrichtung und die Ladeautomatik arbeiteten immer noch nicht zufriedenstellend. Die Laderamme wurde zweimal erfolglos überarbeitet. Nach dem Ende dieser Erprobung wurde die B-14S in das Werk zurückgebracht, um die aufgetretenen Mängel zu beseitigen.
Der zweite Prototyp wurde ab dem 20. Oktober 1934 auf dem NIAP erprobt. Insgesamt wurden 15 Schüsse abgegeben. Auch hier traten Probleme mit der Höhenrichtmaschine und der Rohrrücklaufeinrichtung auf. Auch diese Waffe wurde zur Mängelabstellung in das Herstellerwerk zurückgeführt.
Die Erprobungen konnten erst im Juni 1936 wieder aufgenommen werden. Da jedoch auf dem Polygon noch weitere Nacharbeiten vorgenommen werden mussten, begann die Erprobung im scharfen Schuss erst im August 1937. Im Ergebnis der Erprobungen wurde festgestellt, dass die B-14 zum Schießen nicht geeignet ist. Es wurde eine Überarbeitung der Rohrrücklaufeinrichtung, der Höhenrichtmaschine und weiterer Baugruppen gefordert.
Am 14. Juni 1938 wurde durch die Verwaltung Artillerie die Einlagerung der Waffe auf dem NIAP angewiesen.
Die Version B-14M (dabei steht M für See- (морской)) wurde auf dem Flottenschießplatz zwischen 1935 und 1936 erprobt. Auch diese Waffe konnte nicht in einen funktionsfähigen Zustand gebracht werden.
Bereits 1935 sollten im Werk Bolschewik fünf Vorserienexemplare gefertigt werden. Aufgrund der aufgetretenen Mängel und neuer Forderungen wie einem Schutzschild und einem Nachtvisier wurde von der Produktion Abstand genommen.
Letztendlich wurde die Entwicklung aufgrund nicht zu überwindender Probleme 1938 eingestellt und die Entwicklung einer neuen 100-mm-Flak angewiesen.

## Konstruktion

### Geschütz
Ursprünglich war das Rohr einteilig, wurde aber im Laufe der Erprobung durch ein Rohr mit Seelenrohr ersetzt. Als Verschluss kam ein horizontal laufender Keilverschluss zum Einsatz. Der Ladeautomat arbeitete pneumatisch und nutzte wie die Laderamme die Energie des Rückstoßes der Kanone. Diese Einrichtungen wiesen grundsätzliche Ähnlichkeit mit den entsprechenden Baugruppen der 100-mm-Schiffskanone B-24 auf. Die Rohrbremse arbeitete hydraulisch, der Rohrvorholer pneumatisch-hydraulisch.
In der Version B-14M wurde die Konstruktion der Laderamme geändert. Außerdem kamen andere Visiere, die den Bedingungen auf See angepasst waren, zum Einsatz.

### Lafette
Die Waffe wurde auf eine einfache Sockellaffete gesetzt. Die Richtantriebe arbeiteten rein mechanisch und waren handbetrieben.

### Munition
Für die B-14 musste neue Munition entwickelt werden. Vorgesehen waren sowohl Schrapnelle als auch Splittersprenggranaten, von beiden Arten wurden auch mehrere Versionen erprobt. Die vorgesehene Splittersprenggranate war 13,75 kg schwer und erreichte eine Mündungsgeschwindigkeit von 940 m/s. Die Explosivstoffmasse lag bei 6,5 kg. Mit ihr konnte eine maximale Schussweite von 16.000 m erreicht werden. Das Schrapnell war 15,6 kg schwer und zerlegte in 72 Splitter. Bei Verwendung dieses Geschosses lag die Mündungsgeschwindigkeit bei 865 m/s.
Als Treibladungen waren die bei sowjetischen Schiffsgeschützen eingeführten Treibladungen vorgesehen. Sie waren 695 mm lang und wogen 6,785 kg. Erprobt wurden sowohl normale als auch verstärkte Ladungen.

## Technische Daten
| 100-mm-Flak B-14              |                     |
| Allgemeine Eigenschaften      |                     |
| Klassifikation                | Fliegerabwehrkanone |
| Chefkonstrukteur              |                     |
| Bezeichnung des Herstellers   | B-14                |
| Hersteller                    | Sawod Bolschewik    |
| Gewicht in Feuerstellung      | 6.800 kg            |
| Feuerdaten                    |                     |
| Höhenrichtbereich             | −5° bis +86°        |
| Seitenrichtbereich            | 360°                |
| Höchstschussweite             | 16.000 m            |
| Höchstmündungsgeschwindigkeit | 946 m/s             |
| Feuerrate                     | 10 Schuss/min       |
| Beweglichkeit                 |                     |